# Liste der Kulturdenkmäler in Oberauerbach (Zweibrücken)
In der Liste der Kulturdenkmäler in Oberauerbach sind alle Kulturdenkmäler im Stadtteil Oberauerbach der rheinland-pfälzischen Stadt Zweibrücken aufgeführt. Grundlage ist die Denkmalliste des Landes Rheinland-Pfalz (Stand: 14. März 2023).

## Einzeldenkmäler
| Bezeichnung         | Lage                                                | Baujahr | Beschreibung | Bild                           |
| ------------------- | --------------------------------------------------- | ------- | --- | ------------------------------ |
| Evangelische Kirche | Dietrich-Bonhoeffer-Platz 7 Lage                    | 1953/54 | schlichter Saalbau mit Dachreiter in Anlehnung an Dorfkirchen des 18. Jahrhunderts; Neubau 1953/54 nach Plänen von Architekt W. Ecker, Landau | weitere Bilder Fotos hochladen |
| Kriegerdenkmal      | nordwestlich des Ortes im Tal des Bundenbaches Lage | 1930    | Kriegerdenkmal 1914/18, Relief von 1930 | BW                             |